# 章丽妃 (明宪宗)
昭順麗妃，亦稱為章麗妃（？—1501年），名失考，明朝明憲宗朱見深之妃，皇三女德清公主之生母。

## 生平
章氏的出生及入宮時間均待考。成化十四年七月二十日（1478年8月17日），章氏生皇三女德清公主。成化二十三年七月二十七日（1487年8月15日），以英國公張懋為正使，吏部尚書萬安為副使，持節冊封宸妃邵氏為貴妃，張氏（益端王朱祐槟、衡恭王朱祐楎與汝安王朱祐梈生母）為德妃，郭氏（永康公主生母）為惠妃，章氏為麗妃，姚氏（壽定王朱祐榰生母）為安妃，王氏（早夭皇子生母）為敬妃，唐氏為榮妃，楊氏（涇簡王朱祐橓、申懿王朱祐楷生母）為恭妃，潘氏（榮莊王朱祐樞生母）為端妃，岳氏（仙游公主生母）為靜妃。弘治十四年正月二十五日（1501年2月12日），章麗妃逝世，明孝宗朱祐樘輟朝三日，命祭葬諸禮儀皆依照德妃張氏之例辦理。章麗妃的謚號為「昭順」，稱為昭順麗妃。《太常續考》稱章麗妃與其他十二位妃俱葬金山口，合葬於同一墓。1963年，考古發掘鑲紅旗營妃嬪墓，七位明憲宗妃均是獨立墓葬，業已被盜，棺槨破碎，屍骨失散。僅知其中有王順妃三人，其餘身份不詳:431。未知，章麗妃是否在其中。
《河間府志》（清康熙十七年刻本）稱昭順麗妃姓「張氏」，河間衛人，原為「成化東宮妃」，誕有德清公主，並沒有具體出身記載。而《河間府新志》（清乾隆二十五年刻本），則稱昭順麗妃張氏是明憲宗尚為皇太子時的妃子，是張泰的五世女孫。她的祖先張泰是元朝保定宣撫司達魯花赤張恭之孫子，身材高大，育有七個強壯勇猛的兒子。元朝末年，張泰聚眾於西峯寨。明初，元帥徐達率軍到來，張泰率部歸附，立下功勞。明太祖朱元璋親自下詔書慰勞他，並且賜給黃金、緞匹、牛隻和酒，張泰的兒子張嵩、張岩皆被授予保定右衛指揮使之世襲職位。後遷至大同中衛，任世襲指揮僉事，張氏家族遂定居河間。其四世孫張輔曾經跟隨明英宗朱祁鎮北征，遇土木堡之變，以身護帝而陣亡，被追封為奉國將軍。此處可能是誤將明仁宗朱高熾之妃——貞靜敬妃張氏的出身記錄為昭順麗妃章氏的，又或者是取用不可靠資料編修該志，待考。